# Фойгт, Карл Карлович
 Карл Карлович Фойгт  (нем. Karl Ambrosius Leonhard Voigt; 1808—1873) — профессор Казанского и Харьковского университетов, член Совета министра народного просвещения, тайный советник, ректор Императорского Харьковского университета.

## Биография
Родился в Нарве 7 (19) апреля 1808 года. В том же году его отец, Карл Амвросиевич Фойгт был переведён в Казанский университет — профессором философии. В 1811 году, 23 июня, он скончался. Проживая в семье своего родственника, профессора Ф. И. Эрдмана, Фойгт в 1823 году окончил Казанскую гимназию, а в 1826 году — Императорский Казанский университет (по разряду восточной словесности). В том же году начал службу в гимназии, воспитавшей его — преподавателем персидского языка. Оставаясь при гимназии, в 1828 году был назначен помощником библиотекаря в университете и в этой должности оказал библиотеке большую услугу составлением особого «Плана расположения библиотеки, с исторической запиской о главнейших библиографических системах, в разные времена предложенных учёными». Этот план был одобрен Академией наук, и по нему составлены все каталоги библиотеки. В 1833 году Фойгт был назначен лектором немецкого языка и литературы, а на основании представленного в следующем году сочинения «Исторический взгляд на сатиру у знатнейших древних и новых народов» был удостоен степени магистра и утверждён адъюнктом по кафедре русской словесности, с возложением на него преподавания истории общей литературы. Наконец, защитив диссертацию под заглавием «Об историческом значении эпопей у древних и новых народов», в 1838 году он получил степень доктора философии и был назначен экстраординарным, а в 1842 году — ординарным профессором Казанского университета. В 1845 году избран в проректоры. Кроме того, с 1841 года состоял инспектором классов в Родионовском институте благородных девиц.
Несмотря на эти разнообразные занятия, Фойгт, одарённый редким трудолюбием, находил время для обширных и кропотливых работ. Так, он издал (1844) подробный отчёт за 17-летнее управление Казанским учебным округом Мусиным-Пушкиным (Казань, 1844. — 531 с.) и составил полный, документальный каталог университетского мюнц-кабинета, со включением обширного отдела восточной нумизматики. В 1853 году Фойгт был переведён ректором в Харьковский университет, в 1859 году — назначен товарищем попечителя Харьковского учебного округа, в 1863 году — попечителем и наконец, с переводом в Санкт-Петербург в 1867 году — членом Совета министра народного просвещения и председательствующим в Учёном комитете этого министерства. С 1 января 1864 года — тайный советник; 1 января 1869 года награждён орденом Св. Анны 1-й степени.
Умер в Санкт-Петербурге 30 октября (11 ноября) 1873 года. Похоронен в Павловске.
Его ученик, профессор Н. Н. Булич в некрологе отметил: 

Из своей семьи и из общества некоторых казанских профессоров-иностранцев Фойгт вынес прекрасное знание европейских языков и знакомство с произведениями общей литературы, которая всегда была его любимым предметом, а также ту мягкость характера, отличительную черту его, которая высказывалась и в простом его обхождении и в изяществе его манер.

## Семья
Жена: Надежда Васильевна, урождённая Глухова (29.10.1810—04.06.1883). Их дети:
- Николай (6.4.1836—1888), действительный статский советник[3][4]
- Владимир (1837—1898), статский советник[5]
- Софья (1837—?)
- Александр (1838—1918)[6]
- Мария (1838—1879)
- Елизавета (1840—1873), замужем за князем П. А. Вадбольским
- Анатолий (20.11.1842—29.01.1909), статский советник, старший цензор Рижского комитета цензуры; умер во Флоренции[7]